# بني عاصم (سيدي المخفي)
بني عاصم هي إحدى مشيخات المملكة المغربية، تتبع جغرافيا لإقليم تاونات وإداريًا لسيدي المخفي. يقدر عدد سكانها بـ 15540 نسمة حسب الإحصاء الرسمي للسكان والسكنى لسنة 2004.